# Labord's kameleon
Labord's kameleon (Furcifer labordi) is een hagedis uit de familie van de kameleons (Chamaeleonidae).

## Naam en indeling
De wetenschappelijke naam van de soort werd voor het eerst voorgesteld door Alfred Grandidier in 1872. Oorspronkelijk werd de wetenschappelijke naam Chamaeleo labordi gebruikt.
De Nederlandstalige naam en de soortaanduiding labordi zijn een eerbetoon aan Jean Laborde.

## Levenswijze
De mannetjes voeren felle gevechten met hun concurrenten en paren met zoveel mogelijk vrouwtjes. De eieren worden afgezet in ondergrondse holen. Labord's kameleon is een van de weinige dieren met een levenscyclus van minder dan een jaar (net als enkele andere soorten uit het geslacht Furcifer). In hun natuurlijke areaal komen ze begin november, aan het begin van het regenseizoen, uit het ei. De dieren groeien snel, en zijn al na ongeveer twee maanden geslachtsrijp in januari.
Eind februari of begin maart vindt de ei-afzet plaats, waarna de volwassen dieren snel sterven. Ze leven maximaal vier tot vijf maanden nadat ze uit het ei zijn gekropen, de mannetjes blijven gemiddeld iets langer in leven dan de vrouwtjes. Daarmee kennen de dieren van deze soort een uniek kort leven als volwassen dier, de kortste van alle viervoeters.

## Verspreiding en habitat
De kameleon komt endemisch voor op het Oost-Afrikaanse eiland Madagaskar, en alleen in het zuidwestelijke deel. De habitat bestaat uit droge tropische en subtropische scrublands. Labord's kameleon is aangetroffen op een hoogte van ongeveer twintig tot honderd meter boven zeeniveau.

## Beschermingsstatus
Door de internationale natuurbeschermingsorganisatie IUCN is de beschermingsstatus 'kwetsbaar' toegewezen (Vulnerable of VU).